# Karla Bonoff
Karla Bonoff (nacida el 27 de diciembre de 1951)  es una cantautora estadounidense. Aunque Bonoff ha lanzado varios álbumes, es principalmente conocida como compositora. Las canciones de Bonoff incluyen "Home", versionada por Bonnie Raitt, "Tell Me Why" de Wynonna Judd y "Isn't It Always Love" de Lynn Anderson.
En particular, Linda Ronstadt grabó varias canciones de Bonoff, incluidas tres pistas del álbum de 1976 Hasten Down the Wind ("Someone To Lay Down Beside Me", "Lose Again" y "If Is Ever Near"), que introdujeron a Bonoff a una multitudinaria audiencia, y " All My Life", un dueto de 1989 con Ronstadt y Aaron Neville .

## Trayectoria
Bonoff nació de Chester y Shirley (nacida Kahane) Bonoff, y recibió su nombre de su abuelo paterno Karl Bonoff. Su familia era judía. Sus bisabuelos paternos y uno de sus bisabuelos maternos eran inmigrantes procedentes del Imperio Ruso. Una de las abuelas de su madre nació en Pensilvania de padres judíos húngaros, mientras que los otros abuelos de su madre nacieron en Austria y Alemania.
Al principio de su carrera, Bonoff cantó coros para Ronstadt y Wendy Waldman antes de lanzar su álbum debut en 1977, titulado Karla Bonoff. Sus otros álbumes incluyen Restless Nights (1979), Wild Heart of the Young (1982), New World (1988) y All My Life (una colección de grandes éxitos) en 1999. Bonoff es conocida principalmente como compositora, pero también por su exitosa grabación de "Personally", que se convirtió en el No. 19 en el Billboard Hot 100 y en el No. 3 en la lista de Adult Contemporary a mediados de 1982. También grabó "Somebody's Eyes" para la banda sonora de Footloose (1984) y "Standing Right Next To Me" para la banda sonora de 8 Seconds (1994).
El primer álbum en vivo de Bonoff fue lanzado en septiembre de 2007. Es un doble CD que incluye muchas de sus canciones más conocidas interpretadas en vivo en concierto el 24 de octubre de 2004, en Santa Bárbara, California (excepto una canción grabada el 30 de julio de 2005 en Japón). Fue respaldada por su banda de gira, que incluye al fallecido Kenny Edwards (guitarra, bajo, mandolina, violonchelo, voz) y Nina Gerber (guitarra), además de su socio desde hace mucho tiempo Scott Babcock (batería y voz).
Bonoff también fue miembro del grupo Bryndle, que incluía a Wendy Waldman y Kenny Edwards (quienes también produjeron los primeros tres álbumes de Bonoff). La banda también incluyó a Andrew Gold hasta que los dejó en 1996. El grupo se formó por primera vez a fines de la década de 1960, pero no lanzó ningún álbum hasta 20 años después con dos álbumes de estudio y un álbum en vivo entre 1995 y 2002.
Karla Bonoff también apareció en el álbum de Keiko Matsui titulado 'Sapphire'.
Bonoff continúa actuando en Estados Unidos y Japón.

## Discografía

### Álbumes de estudio

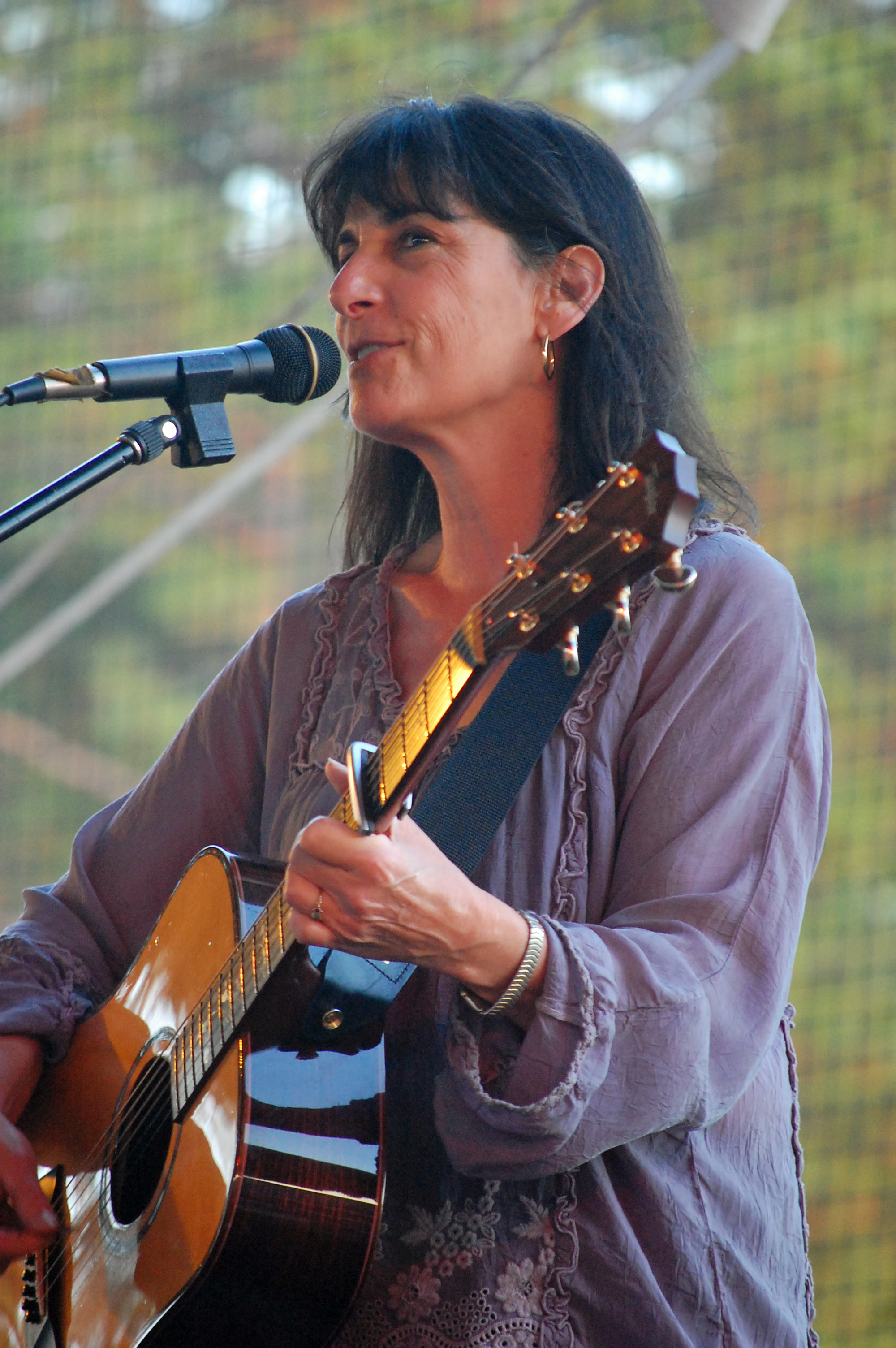
Bonoff actuando en 2010

- Karla Bonoff (1977) (Estados Unidos # 52)
- Restless Nights (1979) (Estados Unidos # 31), (AUS # 66[2] )
- Corazón salvaje de los jóvenes (1982) (Estados Unidos # 49)[3]
- Nuevo mundo (1988)
- Llévame a casa (2019)
- Noche de paz (2020)

Con Bryndle
- Bryndle (1995)
- Casa del silencio (2002)

### Álbumes en vivo
- En vivo (2007)

### Compilaciones
- Premium Best (1988) [solo en Japón]
- Lo mejor de Karla Bonoff (1992) [Solo por correo; Japón solamente]
- Toda mi vida: lo mejor de Karla Bonoff (1999)

### Singles
| Año                           | Canción                            | Estados Unidos Hot 100 | Contemporáneo para adultos de EE. UU. | Álbum                          |
| ----------------------------- | ---------------------------------- | ---------------------- | ------------------------------------- | ------------------------------ |
| 1978                          | "No puedo aguantar"                | 76                     | -                                     | Karla Bonoff                   |
| 1979                          | " Cuando entras en la habitación " | 101                    | -                                     | Noches inquietas               |
| 1980                          | "Bebé, no te vayas"                | 69                     | 35                                    | Noches inquietas               |
| mil novecientos ochenta y dos | " Personalmente "                  | 19                     | 3                                     | Corazón salvaje de los jóvenes |
| mil novecientos ochenta y dos | "Por favor, sé el indicado"        | 63                     | 22                                    | Corazón salvaje de los jóvenes |
| 1984                          | " Los ojos de alguien "            | 109                    | dieciséis                             | Banda sonora de Footloose      |
| 1994                          | "De pie junto a mí"                | -                      | 38                                    | Banda sonora de 8 segundos     |